# Первое Мая (Азнакаевский район)
 Первое Мая — поселок в Азнакаевском районе Татарстана. Входит в состав Урманаевского сельского поселения.

## География
Находится в юго-восточной части Татарстана на расстоянии приблизительно 18 км на восток-юго-восток от районного центра города Азнакаево.

## История
Основан в 1950-х годах как посёлок 3-го отделения совхоза им. Вахитова, с 1964 года носит современное название.

## Население
Постоянных жителей было: в 1970—323, в 1979—402, в 1989—246, в 2002 году 275 (татары 94 %), в 2010 году 264.